# Sant’Agostino (Trapani)

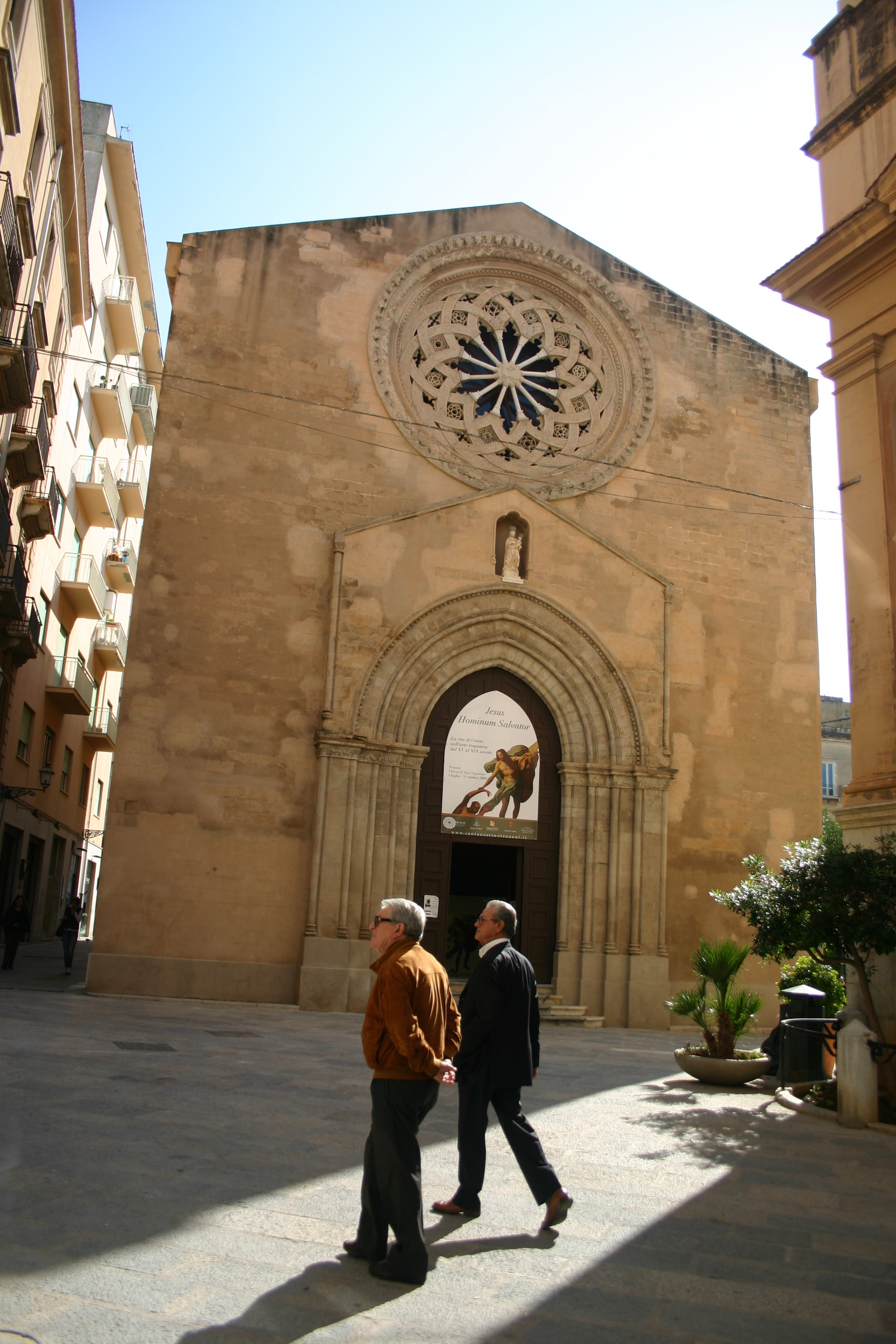
Schirmfassade gen Nordwesten mit Rosette aus dem 14. Jahrhundert

Die Kirche Sant’Agostino in Trapani wurde Johannes dem Täufer von den Templern geweiht. 1363 verlieh Friedrich III. von Aragon sie dem Augustinerorden, der sie im 16. Jahrhundert nach sizilianischem Stil umgebaut hat.
Später wurde die Kirche sowohl für gottesdienstliche als auch für zivile Zeremonien durch die Stadt genutzt.
Neben der Kirche befindet sich seit 1342 die Quelle des Saturn, die im Jahre 1342 durch die einflussreiche Familie Chiaramonti zu Ehren der Herren von der Stadt gefasst wurde. Im Zweiten Weltkrieg wurde die Kirche schwer beschädigt. Das Gebäude liegt an der Piazzetta Saturno auf der Rückseite des Touristbüros.
Das Innere des Kirchenbaus wird beherrscht vom prächtigen Bogengewölbe, das das gesamte Kirchenschiff ausfüllt. Die Kirche hat nicht nur einen asymmetrischen Grundriss, sondern auch eine polygonale Apsis. Der Dachstuhl ist aus Holz, dessen Tonnengewölbe (droleries) mit allegorischen und grotesken Figuren, die aus dem Repertoire mittelalterlicher Miniaturen kommen, bemalt ist. Ähnliche Darstellungen finden sich auch auf der Holzdecke im Palazzo Chiaramonte. Teile davon werden jetzt in dem ehemaligen Karmeliterkloster Museum Pepoli aufbewahrt. Ferner befindet sich im Inneren das Gemälde Die drei Engel besuchen Abraham von Antonio Giuffrè.